# Boarmia loxographa
Boarmia loxographa är en fjärilsart som beskrevs av Turner 1917. Boarmia loxographa ingår i släktet Boarmia och familjen mätare. Inga underarter finns listade i Catalogue of Life.